# フォレスト・ガンプ (小説)
『フォレスト・ガンプ』 (Forrest Gump) は、ウィンストン・グルームの1986年の小説。表題と同名の主人公は、エビ採り船や卓球大会での優勝から、子供の頃の恋にまで思いを馳せながら、ベトナム戦争からカレッジフットボールまで、アメリカ合衆国の歴史の中で歩き回った全ての冒険を語る。
ガンプは、世界を単純かつ正直に見ているように描かれている。彼は人生の中でしたいことが何かはわからないが、知能指数が低いにもかかわらず、知恵に溢れている。彼は「物事をかなり良いと思える」と言っているが、彼が「言ったり書いたり（しようと）しても、なんだかゼリーのように出てくる」と言っている。イディオ・サヴァンとしての数学的な能力と力の強さの業績が、彼をあらゆる冒険へと導いていくのである。

## プロット
ネイサン・ベッドフォード・フォレスト将軍にちなんで名付けられたフォレスト・ガンプは、彼の人生の物語を語る。著者は、南部のアクセントや教育、認知障害を示すためにスペルミスや文法的な誤りを使用している。アラバマ州モービルに住んでいたフォレストは、小学1年生の時にジェニー・カランと出会い、家まで一緒に帰る。その後、2人は最高の友人となる。
フォレストが16歳になる頃には、身長6フィート6インチ（1.98メートル）、体重242ポンド（110キログラム）になり、高校のフットボールをしていた。フォレストが夢中になっているミス・ヘンダースンは、彼に読書のレッスンを与える。彼はマーク・トウェインの『トム・ソーヤーの冒険』と、他に2冊覚えていない本を読んでいる。彼は本を楽しんだが、テストはうまくいかない。
彼はフットボール選手として人気を博し、州のベスト・チームに入る。フォレストは校長室に呼び出されてベア・ブライアントと出会い、カレッジフットボールをすることを考えていたかどうか尋ねられる。高校卒業後、フォレストは地元の陸軍採用センターで試験を受け、後に「一時徴兵猶予」を告げられた。
フォレストとジェニーは大学で再会する。2人は『俺たちに明日はない』を観に行き、学生自治会のフォーク音楽バンドでジョーン・バエズ、ボブ・ディラン、ピーター・ポール＆マリーの曲をカバーして一緒に演奏する。
フォレストは1学期でアラバマ大学を落第となる。彼は友人のバッバと共に陸軍に入隊するが、バッバはベトナム戦争で亡くなる。彼は診療所で足を失ったダン中尉と出会う。
彼は、中国での卓球選手権にも出場する。その後、ワシントンでの反戦デモに参加したことでトラブルに巻き込まれた後、NASAで少佐とオランウータンと共に宇宙飛行士として働く。フォレストはまた、チェスのチャンピオン、ハリウッドで裸のラクエル・ウェルチを抱えたスタントマン、「劣等生」と呼ばれるプロレスラーとしての短い経歴がある。
フォレストはベトナム滞在中にベトナム人男性と出会い、単純な池やラグーンでエビを繁殖させることができると気付く。彼がする必要があることは、エビを集めて大量の水に入れ、餌を池に投げ入れて、自然のなるがままにすることだけである。彼は最終的に、バッバを称えて名前に冠したエビ事業に行き着く。彼はかつての単純な生活に追加された複雑さに不満を抱き、会社をバッバの家族と労働者に譲って、自分の道を進むことを決心した。
本は、フォレストがダンと「スー」という名前のオスのオランウータンとともに緑のベンチで寝泊まりし、お金をもらって生活するワンマンバンドとなるところで終わる。

## 批評的受容
この小説は当初、絶版となる前に約1万部売れた。映画化後は100万部以上を売り上げた。
1986年のカーカス・レヴューズの書評では、匿名の書評家はこの本を「ピカレスク小説でのつまずきと垂れ流しの試み」と呼び、次のように要約した。「不器用で、ちょっとした冗談のようで、最終的にはズルい小説。」パブリッシャーズ・ウィークリーの現代的な批評では、「ここでは的を射たユーモア」が認められたが、著者は「これよりも優れた本を書いてきた」と要約している。

## 映画化
この小説は、1994年にパラマウント映画によって長編映画化された。
映画のアカデミー賞受賞前には、推定3万部の売り上げを記録した。
この映画ではフォレストがイディオ・サヴァンであることには触れられておらず、彼の性生活や登場人物の冒涜的な表現は消去されている。著者によると、この映画は、フォレストをジョン・グッドマンが演じることを想定して、彼から「荒削りな部分を取り除いた」という。
この映画は、登場人物が歴史上の実在の人物と交流するために、特殊効果を最大限に活用している。NASAや他のいくつかの経歴だけでなく、人食い人種やスーという名の類人猿と過ごした経験は省略されている。
2000年頃に小説版の続編とは別内容の続編の制作も計画されていたが、2001年9月に頓挫した。
2007年にもパラマウント映画で続編の制作が計画されたが、頓挫した。

## 舞台化

### 日本
2014年に舞台化された。5月30日から6月22日まで東京・東京グローブ座で全28回、6月25日から6月29日まで大阪・森ノ宮ピロティホールで全7回公演。主人公・フォレスト役を、同作で舞台単独初主演を果たす田口淳之介（KAT-TUN）が演じた。母役を高橋ひとみ、幼なじみのジェニー役を前田亜季、ダン中尉役を高嶋政宏が担当した他、大高洋夫、オレノグラフィティ、藤崎卓也、鹿野真央、横山敬、鈴木綜馬が出演者として名を連ねた。

## 続編
全米で映画版が公開された翌1995年に『フォレスト・ガンプ2』が発売されたが、前作との矛盾点がいくつか生じている。
- 前作でフォレストはバッバ・ガンプ社を退社し、同社から自分に入ってくる収入を全てリトル・フォレスト等の肉親や他者に送金するようにして、自分は一文無しでダンとスーとともに歩み出すシーンで終わっているが、続編ではいつのまにかダンがバッバ・ガンプ社の重役だった事になっている。
- 前作でバッバ・ガンプ社で働いてたはずのフットボール選手時代の友人が続編の冒頭で20年ぶりに会う描写になっている。
- なお、映画版ではエイズで亡くなるジョニーが続編冒頭まで生き延びている。